# Diane Wakoski

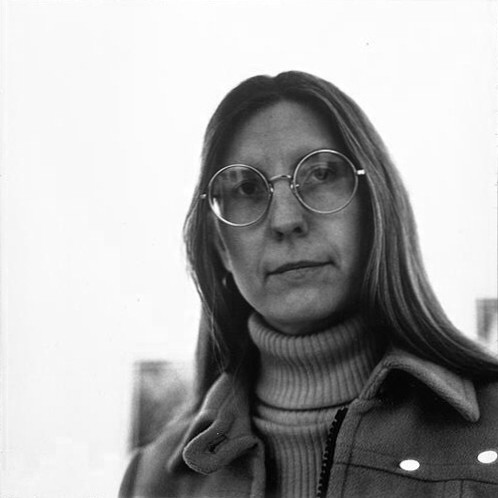
Diane Wakowski

Diane Wakoski (* 3. August 1937 in Whittier, Kalifornien) ist eine US-amerikanische Dichterin und Hochschullehrerin.

## Leben
Wakoski studierte Anglistik an der University of California at Berkeley und schloss dieses Studium 1960 mit einem Bachelor of Arts (B.A. English) ab. Nach ihrem literarischen Debüt 1962 mit dem Gedichtband Coins & Coffins, begann sie 1963 als Lehrerin an der Junior High School in New York City zu arbeiten und war dort bis 1966 tätig. Von 1965 bis 1967 war Wakoski mit dem Fotografen Shepard Sherbell (1944–2018) verheiratet.
Nach dem Erhalt eines Stipendiums des Fulbright-Programms begann sie hauptberuflich als Dichterin zu arbeiten und veröffentlichte im Laufe der Zeit zahlreiche Anthologien wie The George Washington Poems (1967), Inside the Blood Factory (1968), The Diamond Merchant (1968), The Lament of the Lady Bank Dick (1969), Motorcycle Betrayal Poems (1971), On Barbara's Shore (1971), Smudging (1972), Dancing on the Grave of a Son of a Bitch (1973), The Wandering Tattler (1974), Abalone (1974) sowie Virtuoso Literature for Two and Four Hands (1975).
Daneben war sie zeitweise als Professorin an der New School for Social Research in New York City tätig, ehe sie 1976 eine Professur für Kreatives Schreiben an der Michigan State University annahm. In der Folgezeit erschien nach den Gedichtbänden Waiting for the King of Spain (1976), Spending Christmas with the Man from Receiving at Sears (1977) und Trophies (1979) auch eine Sammlung von Essays unter dem Titel Towards a New Poetry (1980).
Weitere Anthologien waren Cap of Darkness (1980), Making a Sacher Torte (1981), The Lady Who Drove Me to the Airport (1982), The Magician's Feastletters (1982), The Collected Greed: Parts 1–13 (1984), Rings of Saturn (1986), Emerald Ice: Selected Poems 1962–1987 (1988), Medea the Sorceress (1991), Jason the Sailor (1993), The Emerald City of Las Vegas (1995), Argonaut Rose (1998), sowie The Butcher's Apron: New & Selected Poems Including Greed: Part 14 (2000).
Obwohl Diane Wakoskis Werk nur bedingt der Beat Generation zuzurechnen ist, zählt sie insbesondere William Carlos Williams und Allen Ginsberg zu ihren wichtigsten Einflüssen, auch aber Robinson Jeffers und Federico García Lorca.